# علجوم سرجي الظهر
علجوم سرجي الظهر (الاسم العلمي: Brachycephalus)، جنس ضفادع بالغت الصغر من فصيلة ذوات الرؤوس القصيرة. أعطانها من جنوب باهيا إلى سانتا كاتارينا في جنوب شرق البرازيل.